# Finsko na Letních olympijských hrách 1920
Finsko na Letních olympijských hrách 1920 v belgických Antverpách reprezentovalo 63 sportovců, z toho 62 mužů a 1 žena. Nejmladším účastníkem byl Erkka Wilen (22 let, 31 dní), nejstarší pak Nestori Toivonen (55 let, 130 dní). Reprezentanti vybojovali 34 medailí, z toho 15 zlatých, 10 stříbrných a 9 bronzových.

## Medailisté
| Medaile | Jméno                                                                             | Sport             | Disciplína                                                |
| ------- | --------------------------------------------------------------------------------- | ----------------- | --------------------------------------------------------- |
| Zlato   | Ludowika Jakobssonová Walter Jakobsson                                            | Krasobruslení     | Sportovní dvojice                                         |
| Zlato   | Paavo Nurmi                                                                       | Atletika          | Muži běh na 10 000 m                                      |
| Zlato   | Hannes Kolehmainen                                                                | Atletika          | Muži maraton                                              |
| Zlato   | Vilho Tuulos                                                                      | Atletika          | Muži trojskok                                             |
| Zlato   | Ville Pörhölä                                                                     | Atletika          | Muži vrh kouli                                            |
| Zlato   | Elmer Niklander                                                                   | Atletika          | Muži hod diskem                                           |
| Zlato   | Jonni Myyrä                                                                       | Atletika          | Muži hod oštěpem                                          |
| Zlato   | Eero Lehtonen                                                                     | Atletika          | Muži pětiboj                                              |
| Zlato   | Paavo Nurmi                                                                       | Atletika          | Muži přespolní běh                                        |
| Zlato   | Paavo Nurmi Heikki Liimatainen Teodor Koskenniemi                                 | Atletika          | Družstvo mužů přespolní běh                               |
| Zlato   | Oskari Friman                                                                     | Zápas             | řecko-římský do 60 kg                                     |
| Zlato   | Emil Väre                                                                         | Zápas             | řecko-římský do 67,5 kg                                   |
| Zlato   | Adolf Lindfors                                                                    | Zápas             | řecko-římský do 82,5 kg                                   |
| Zlato   | Kalle Anttila                                                                     | Zápas             | volný styl nad 67,5 kg                                    |
| Zlato   | Eino Leino                                                                        | Zápas             | volný styl nad 75 kg                                      |
| Stříbro | Yrjö Kolho Kalle Lappalainen Toivo Tikkanen Nestori Toivonen Karl Magnus Wegelius | Sportovní střelba | Běžící jelen - 100 m - družstvo mužů (jednotlivá střelba) |
| Stříbro | Paavo Nurmi                                                                       | Atletika          | Muži Běh na 5 000 m                                       |
| Stříbro | Elmer Niklander                                                                   | Atletika          | Muži vrh kouli                                            |
| Stříbro | Armas Taipale                                                                     | Atletika          | Muži hod diskem                                           |
| Stříbro | Urho Peltonen                                                                     | Atletika          | Muži hod oštěpem                                          |
| Stříbro | Heikki Kähkönen                                                                   | Zápas             | řecko-římský do 60 kg                                     |
| Stříbro | Taavi Tamminen                                                                    | Zápas             | řecko-římský do 67,5 kg                                   |
| Stříbro | Arthur Lindfors                                                                   | Zápas             | řecko-římský do 75 kg                                     |
| Stříbro | Edil Rosenqvist                                                                   | Zápas             | řecko-římský do 82,5 kg                                   |
| Stříbro | Väinö Penttala                                                                    | Zápas             | volný styl nad 75 kg                                      |
| Bronz   | Voitto Kolho Kalle Lappalainen Veli Nieminen Vilho Vauhkonen Karl Magnus Wegelius | Sportovní střelba | Karabin - 300 m - ležmo - družstvo mužů                   |
| Bronz   | Yrjö Kolho Toivo Tikkanen Nestori Toivonen Vilho Vauhkonen Karl Magnus Wegelius   | Sportovní střelba | Běžící jelen - 100 m - družstvo mužů (dvojitá střelba)    |
| Bronz   | Arvo Aaltonen                                                                     | Plavání           | 200 m prsa                                                |
| Bronz   | Arvo Aaltonen                                                                     | Plavání           | 400 m prsa                                                |
| Bronz   | Pekka Johansson                                                                   | Atletika          | Muži hod oštěpem                                          |
| Bronz   | Heikki Liimatainen                                                                | Atletika          | Muži přespolní běh                                        |
| Bronz   | Hugo Lahtinen                                                                     | Atletika          | Muži pětiboj                                              |
| Bronz   | Matti Perttilä                                                                    | Zápas             | řecko-římský do 75 kg                                     |
| Bronz   | Martti Nieminen                                                                   | Zápas             | řecko-římský do 82,5 kg                                   |